# Vanilla Twilight
Vanilla Twilight je píseň americké popové skupiny Owl City. Singl byl vydán 26. ledna 2010. Píseň pochází z druhého alba Ocean Eyes vydaného 14. července 2009. Produkce se ujal člen a zakladatel skupiny Adam Young.

## Zajímavosti
"Vanilla Twilight" je působivá píseň o ztracené lásce Adama k dívce ze střední, která se odstěhovala pryč. "Když jsem chodil na střední, potkal jsem tu nejokouzlující dívku, jakou si je možné představit. Většina mých 'sladkých' písní je o ní. Před pár lety se odstěhovala na kolej a po nějakou dobu jsme se nestýkali. Nedávno jsme se spolu znovu začali bavit a život se někdy znovu obnovuje. Jsem do ní blázen." řekl Adam 20. srpna 2009 v rozhovoru pro Buzzgrinder. Jinde v únoru 2010 zase vysvětluje: "Tato skladba je asi tou nejstarší z celého alba. Napsal jsem ji na svém začátku roku 2007 a stále ji vylepšoval. Když jsem pro toto album potřeboval baladu, tak jsem jen sem tam přehodil slovo a zapadlo to perfektně."
"Vanilla Twilight" byla vydána ve stejný den, kdy vyšlo Ocean Eyes Deluxe Version.
Singl se umístil na hudebních žebříčcích ještě před datem vydání a následoval tak úspěch předchozího singlu "Fireflies".

## Videoklip
Oficiální videoklip k "Vanilla Twilight" měl premiéru 22. března 2010. Je pro něj použita albová verze písně a menší roli v něm získal Shaquille O'Neal. Video bylo režírováno Stevem Hooverem a bylo použito místo v Pittsburghu v Pensylvánii, a u majáku Marblehead Lighthouse v Ohiu.
Video zachycuje úžas různých lidí, a dokonce i psa, kteří překvapeně hledí na formaci mraků na obloze - vanilkové stmívání. Ke konci videa O'Neil natahuje ruce směrem k mraku a šeptá: "Take me with you", což je "vezmi mne s sebou".

## Hitparáda
| Země        | Umístění |
| ----------- | -------- |
| USA         | 72       |
| Kanada      | 74       |
| Anglie      | 94       |
| Nový Zéland | 36       |
| Nizozemí    | 20       |
| Austrálie   | 44       |
| Česko       | 37       |